# Københavns Amatør Forening
Københavns Amatør Forening er en nu ikke længere eksisterende idrætsforening i København, med Frederiksberg Slotsplads som træningsplads. Sidst i 1890'erne og i de tidlige 1900'erne var det en meget stærk klub, der kun optog medlemmer, der havde vist, at de var gode idrætsfolk, bland klubbens mest kendte navne var; Ferdinand Petersen, Edgar Aabye, Jørgen Peter Müller, Ernst Schultz, Johannes Gandil. Eugen Schmidt var klubbens formand 1897-1899.  
 Der er for få eller ingen kildehenvisninger i denne artikel, hvilket er et problem. Du kan hjælpe ved at angive troværdige kilder til de påstande, som fremføres i artiklen.